# 塞族共和國國徽
塞族共和国國徽目前版本啟用於2005年，为一圆形徽章，内有国旗绶带和塞尔维亚语的国名：РЕПУБЛИКА СРПСКА(REPUBLIKA SRPSKA,塞族共和国)。以及在树叶缠绕的国旗圆盾之上有国名的简写PC，上下皆有王冠，以表示与塞尔维亚共和国历史上的关系。
另有一种并用的國徽为双头鹰國徽，亦為南斯拉夫内战及波黑内战中独立的塞族共和国所使用的国徽，双头鹰也是塞尔维亚国徽的组成元素。